# Hebron (Connecticut)
Hebron – miasto w Stanach Zjednoczonych, w stanie Connecticut, w hrabstwie Tolland.